# Serixia corporaali
Serixia corporaali là một loài bọ cánh cứng trong họ Cerambycidae.